# Сафари, Даршил
Даршил Сафари — (хинди दर्शील सफारी, англ. Darsheel Safary; род. 9 марта 1997 года, Мумбаи, Индия) — индийский актёр. Его дебютный фильм — «Звёздочки на земле», где он исполнил роль мальчика, страдающего дислексией. Его отец, Митеш Сафари, в 1990 году сыграл в эпическом сериале Chanakya, главного героя Чанакью в юности.

## Карьера
В 2007 году снялся в своём первом фильме «Звездочки на земле», где сыграл протагониста Ишаана Нандкишора Авасти. На роль его утвердил сценарист и креативный директор Амол Гупте в конце 2006 года. После прослушивания сотен претендентов Гупте нашёл Сафари в танцевальной школе Шиямака Давари «Summer Funk». Игра Сафари была оценена критиками и принесла ему несколько кинематографических наград и номинаций.
В 2007 году в интервью Даршил заявил, что намерен в будущем петь, танцевать и стать бизнесменом или дизайнером ювелирных украшений. Сыграв в ещё паре фильмов он решил сделать перерыв в актёрской карьере и сосредоточиться на учёбе, поступив в H.R. College of Commerce and Economics в Мумбаи. 

## Фильмография
| Год  |   | Русское название   | Оригинальное название | Роль                   |
| ---- | - | ------------------ | --------------------- | ---------------------- |
| 2007 | ф | Звёздочки на земле | Taare Zameen Par      | Ишаан Нандкишор Авасти |
| 2010 | ф | Бам-бам-боле       | Bumm Bumm Bole        | Пинаки Гвала           |
| 2011 | ф | Зоккомон           | Zokkomon              | Кунал / Зоккомон       |
| 2012 | ф | Дети полуночи      | Midnight’s Children   | юный Салим             |
| 2015 | с | Это любовь         | Yeh Hai Aashiqui      | Абхай                  |
| 2018 | ф |                    | Quickie               | Амей                   |

## Награды
Filmfare Awards
- «Лучшая мужская роль по мнению критиков» — Звёздочки на земле[5]
- Номинация «Лучшая мужская роль» — Звёздочки на земле[6]

Star Screen Awards
- «Лучшая детская роль» — Звёздочки на земле
- Специальная награда жюри — Звёздочки на земле

Zee Cine Awards
- Critics' Choice Best Actor — Звёздочки на земле[7]
- Most Promising Debut (Child Artiste) — Звёздочки на земле[7]